# Jorg Vanlierde
Jorg Vanlierde (24 februari 1999) is een Belgische atleet, die gespecialiseerd is in de meerkamp en het polsstokhoogspringen. Hij veroverde één Belgische titel.

## Biografie
Vanlierde nam in 2015 op de tienkamp deel aan de wereldkampioenschappen atletiek U18. Hij werd zestiende. In 2016 werd hij Belgisch kampioen polsstokspringen, nadat Ben Broeders zijn aanvangshoogte had gemist. Op de eerste Europese kampioenschappen U18 verloor hij op het laatste nummer de leiding en werd hij tweede in een nieuw Belgisch scholierenrecord.
Vanlierde is aangesloten bij AC Deinze.

## Belgische kampioenschappen
| Onderdeel        | Jaar |
| ---------------- | ---- |
| polsstokspringen | 2016 |

## Persoonlijke records
Outdoor
| Onderdeel        | Prestatie | Datum       | Plaats |
| ---------------- | --------- | ----------- | ------ |
| polsstokspringen | 4,90 m    | 1 juli 2016 | Deinze |

Indoor
| Onderdeel        | Prestatie | Datum           | Plaats |
| ---------------- | --------- | --------------- | ------ |
| polsstokspringen | 5,00 m    | 29 januari 2017 | Gent   |

## Palmares

### polsstokspringen
- 2016:  BK AC – 4,81 m
- 2017:  BK AC indoor – 4,90 m

### tienkamp
- 2015: 16e WK U18 te Cali – 6809 p
- 2016:  EK U18 te Tbilisi – 7311 p